# Lophosia tianmushanica
Lophosia tianmushanica là một loài ruồi trong họ Tachinidae.